# 大深度地下
大深度地下（だいしんどちか）とは、2001年（平成13年）に施行された「大深度地下の公共的使用に関する特別措置法」（通称：大深度法）による地下利用の新概念。1980年代のバブル景気を頂点とした地価高騰時に考え出されたものであり、通常利用されることのない深度の地下空間を公共の用に利用できることとし、都市の形成に不可欠な都市トンネルや共同溝等の建設を促進させるために法制化された。
換気、災害時の安全性の確保など技術的な問題や建設コストの問題もあり、大深度地下を使用した事業は長く実施されなかったが、2000年代後半から大深度地下を使用した事業が具体化した。これまでに、神戸市の送水管敷設事業（2007年6月19日認可）と国土交通省関東地方整備局と東日本高速道路・中日本高速道路が共同で事業を進めている東京外かく環状道路（関越道 - 東名高速間）（2014年3月28日認可）、JR東海が建設を進めている中央新幹線（東京都 - 名古屋市間）（2018年10月17日認可）、大阪府が進める一級河川淀川水系寝屋川北部地下河川事業（2019年3月18日認可）の4事業について認可されている。

## 深さの基準
大深度法における深さの基準は、次の二つのうち、いずれか深い方である。
- 地下40 m以深
- 基礎杭の支持地盤上面から10 m以深[1]

大深度法の対象となる地域（首都圏、近畿圏、中部圏）における公共使用の場合は、原則として補償が不要。しかし、既存物件がある場合や実際に損失が発生した場合には、この限りではない。

## 適用を受けた事業
- 神戸市による送水管の敷設事業（神戸市中央区）
  - 2007年（平成19年）6月19日 - 国土交通大臣より認可[3]
- 東京外かく環状道路（関越道 - 東名高速間）
  - 2009年（平成21年）4月27日 - 整備計画区間格上げ（着工決定）[4]
  - 2013年（平成25年）11月8日 - 使用認可申請書を国土交通大臣に提出
  - 2014年（平成26年）3月28日 - 国土交通大臣より認可[5]
- 中央新幹線（東京都 - 名古屋市間）[6]
  - 2014年（平成26年）3月14日 - 「事前の事業間調整」の開始[7]
  - 2018年（平成30年）10月17日 - 国土交通大臣より認可[8]
- 一級河川淀川水系寝屋川北部地下河川事業[9]
  - 2018年（平成30年）2月28日 - 大阪府知事が寝屋川北部地下河川排水機場から鶴見立坑までの3区間延べ2.2 kmについて使用認可申請書を提出
  - 2019年（平成31年）3月18日 - 国土交通大臣より認可

## 大深度地下の活用を予定する事業
- 国道1号淀川左岸線延伸部（門真市薭島 - 大阪市北区豊崎）[10]
  - 2017年（平成27年）4月 - 事業化[11]

## 大深度地下使用が想定される事業
- 中央本線別線（京葉線延伸：東京駅 - 三鷹駅）運輸政策審議会答申第18号より
- 首都圏新都市鉄道つくばエクスプレス線延伸（秋葉原駅 - 東京駅）[12]
- 都心直結線（京成押上線押上駅 - 新東京駅 - 京急本線泉岳寺駅）[13]
- 北陸新幹線延伸（敦賀駅 - 新大阪駅）[14]

## 地上に影響が見られた事案
- 外環道における調布市の陥没事故

2020年（令和2年）10月18日に東京都調布市東つつじケ丘2丁目の道路（座標）で陥没が生じ、東日本高速道路は現場付近の大深度地下（地下47 m）で行っている東京外かく環状道路のトンネル工事との関連を認めた。その後関連の工事は中断していたが、2022年2月に大泉ジャンクション付近の工事を再開した。
- リニア中央新幹線における町田市の気泡湧出

2024年10月22日、町田市内のリニア中央新幹線のトンネル掘削工事現場近くで、民家の庭から水と気泡が湧き出す現象が発生した。JR東海は報告を受け、工事を中断した。この工事は地下40m以上の大深度地下で行われていたが、JR東海は工事との関係性を認めた。その後、再発防止策をまとめ、2025年1月23日に工事を再開した。